# Mannen utan egenskaper
Mannen utan egenskaper, tyska Der Mann ohne Eigenschaften, är en roman av den österrikiske författaren Robert Musil. 
Handlingen utspelar sig i Wien strax före första världskriget och skildrar med ironi slutskedet av den österrikisk-ungerska monarkin. Huvudperson är den intellektuelle Ulrich, som delvis ställer sig utanför samhällets krav, och hans syster Agathe. Boken utforskar teman om modernitet och människans plats i 1900-talets samhälle. Boken utgavs i två band 1930 och 1933, med ett postumt tilläggsband 1942. Musil arbetade med boken fram till sin död och den färdigställdes aldrig helt.
Vid det första bandets utgivning hyllades Musil av tyska kritiker och likställdes med Marcel Proust och James Joyce. Boken nådde dock ingen större spridning och Musil dog fattig och i landsflykt med sin judiska hustru 1942. Bokens rykte växte med åren och 1949 utropades den i den engelska tidningen The Times till århundradets roman. Den har sedan dess ansetts som ett av 1900-talets centralverk.
På svenska utkom Mannen utan egenskaper i fyra volymer: 1961, 1963, 1970 och 1983. De tre första delarna var översatta av Irma Nordvang, den fjärde av Lars W Freij (med en ny utökad upplaga av det fjärde bandet 1998).